# حيرام بيلشر
حيرام بيلشر هو محامي وسياسي أمريكي، ولد في 23 فبراير 1790 في هلوويل في الولايات المتحدة، وتوفي في 6 مايو 1857. نشط حزبياً في حزب اليمين. وقد انتخب عضو مجلس ولاية مين ‏ وانتخب عضو مجلس النواب الأمريكي.